# Sara Masó i Maristany
Sara Masó i Maristany (Barcelona, 21 de octubre de 1926 - 24 de novembre de 2018) fou una periodista i escriptora catalana.
Descendent de capitans del Masnou, el seu avi fou el capità Salvador Maristany i Sensat, que ostentà diversos càrrecs dins la marina mercant, i condecoracions. La seva germana Àngels Masó Maristany (1928-2005) també fou periodista. Estudià batxillerat a l'Escola Lluís Vives de Sarrià (Barcelona). Es llicencià en Ciències de la Informació a la Universitat Autònoma de Barcelona l'any 1976, la primera promoció de periodisme universitari a Catalunya. Va començar treballant com a periodista a Diario Femenino i a la redacció de local de Mundo Diario. En fer fallida el Grup Mundo, va col·laborar durant un any i mig a la secció d'espectacles de La Vanguardia, secció de la qual la seva germana, Àngels n'era crítica de cinema i redactora en cap.
El 1984 fou cap de premsa del districte de Gràcia i l'any 1992 s'integrà al departament de premsa de l'Ajuntament de Barcelona. Va ser col·laboradora a la revista Capçalera, del Col·legi de Periodistes de Catalunya des de la seva creació el 1989. La seva tasca es va centrar en la secció "Dia a Dia", on hi figuren notícies de comunicació referents a Catalunya, de la resta de l'Estat i internacionals.
Fou membre de l'Associació de Dones Periodistes de Catalunya. El 2006 va rebre el premi Rosa del Desert a la trajectòria personal.
Com a escriptora, la seva primera novel·la va ser Un juego cruel, publicada a Diario Femenino el 1961. Al mateix diari escriví altres novel·les biogràfiques de dones que feren història, com Mata Hari. Més tard va escriure els llibres La imprudència del Titànic (1998) i Els mars del meu avi (2009) basats en documentació històrica real del seu avi.